# 47 Tucanae
47 Tucanae (47 du Toucan en français ; 47 Tuc en abrégé), aussi désigné NGC 104 ou Caldwell 106, est un amas globulaire appartenant à notre galaxie, la Voie lactée.
Il est situé dans la constellation du Toucan. Il fait partie des plus gros amas globulaire de notre galaxie (avec Omega Centauri, dont la nature exacte reste incertaine : il pourrait s'agir d'une galaxie naine), et des plus lumineux vu depuis la Terre, sa magnitude apparente étant d'environ 4,1, ce qui en fait un objet aisément observable à l'œil nu.

## Découverte

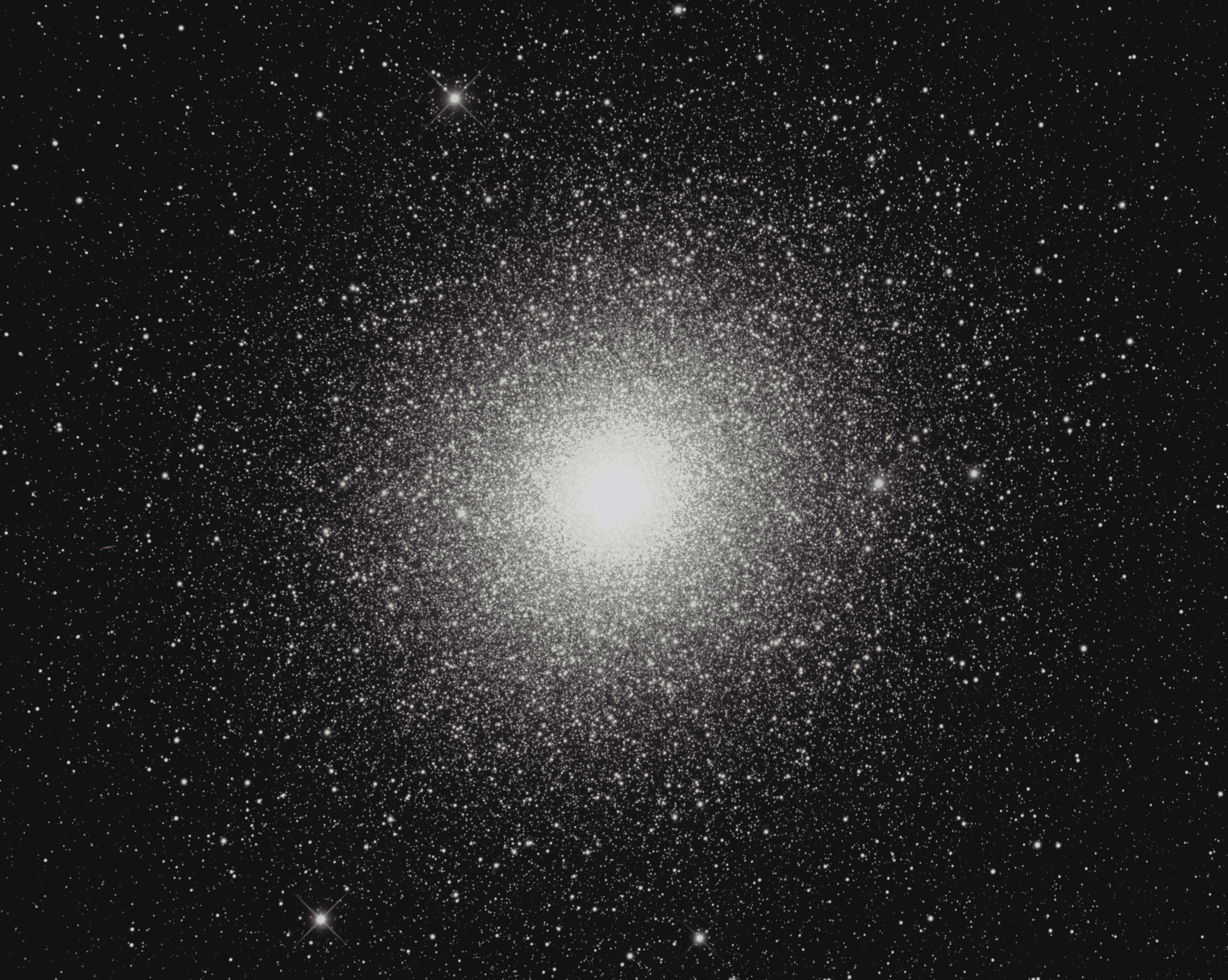
47 Tucanae au télescope 500/1900, aperçu global de l'amas.

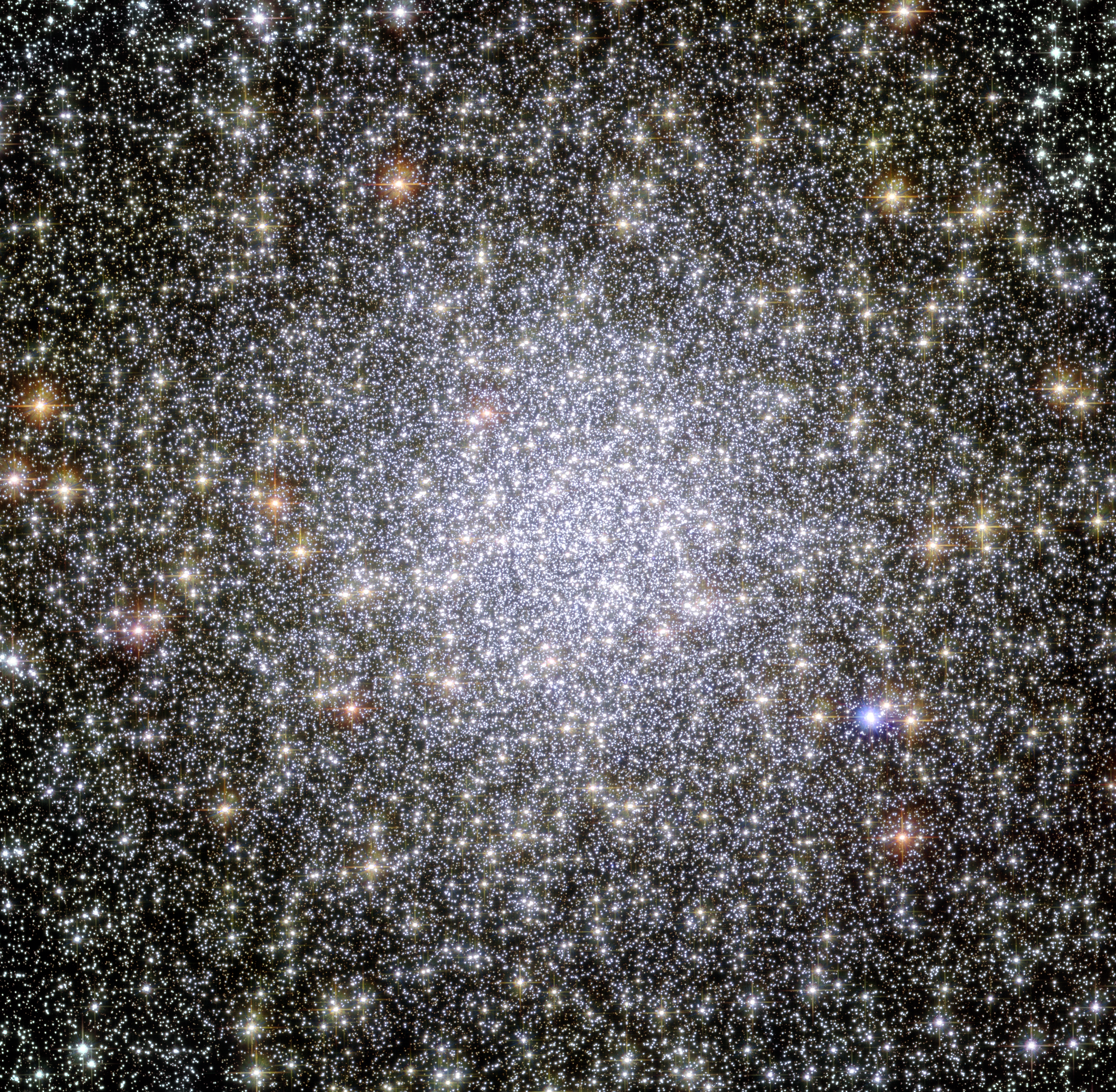
47 Tucanae par letélescope spatial Hubble.

Situé dans la constellation très méridionale du Toucan, 47 Tucanae est très difficilement observable depuis l'hémisphère nord, étant uniquement visible en dessous d'une latitude de 18 degrés. Sa découverte par les astronomes européens n'a de ce fait eu lieu que tardivement, en 1751 par le Français Nicolas-Louis de Lacaille lors de son voyage dans l'hémisphère sud qui le vit entre autres nommer plusieurs des constellations invisibles de l'hémisphère nord. 47 Tuc est située très près en direction du Petit Nuage de Magellan. Il n'en fait cependant aucunement partie, son alignement avec cette galaxie satellite de la nôtre étant fortuit.

## Caractéristiques physiques

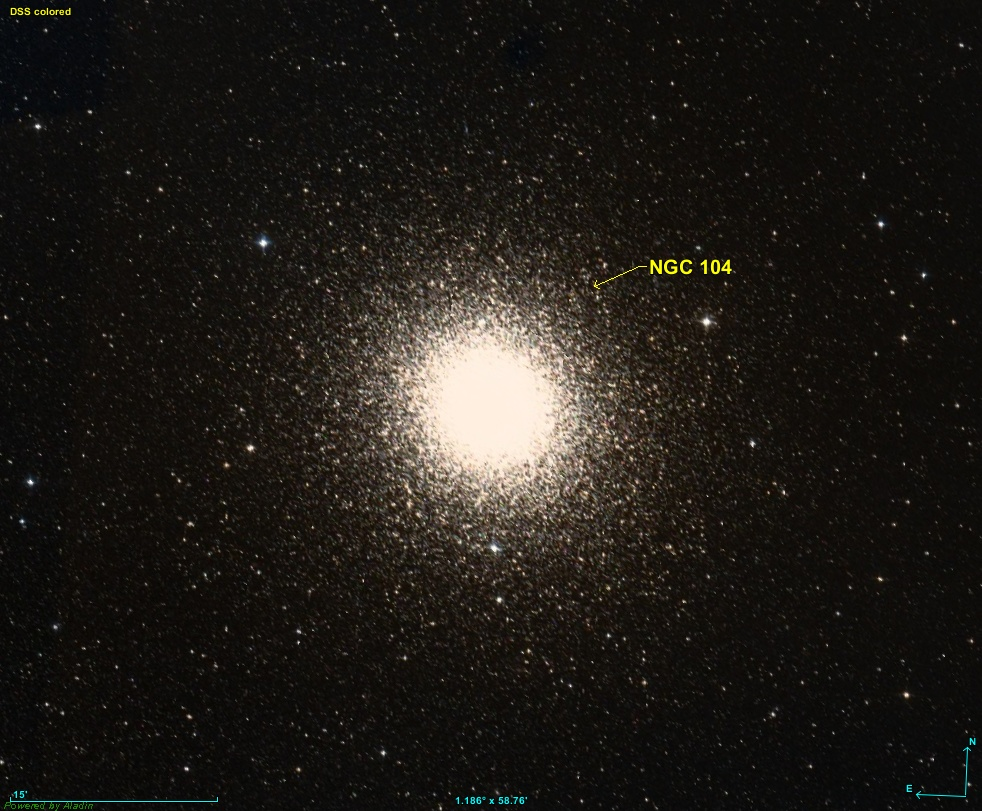
Un amas compact.

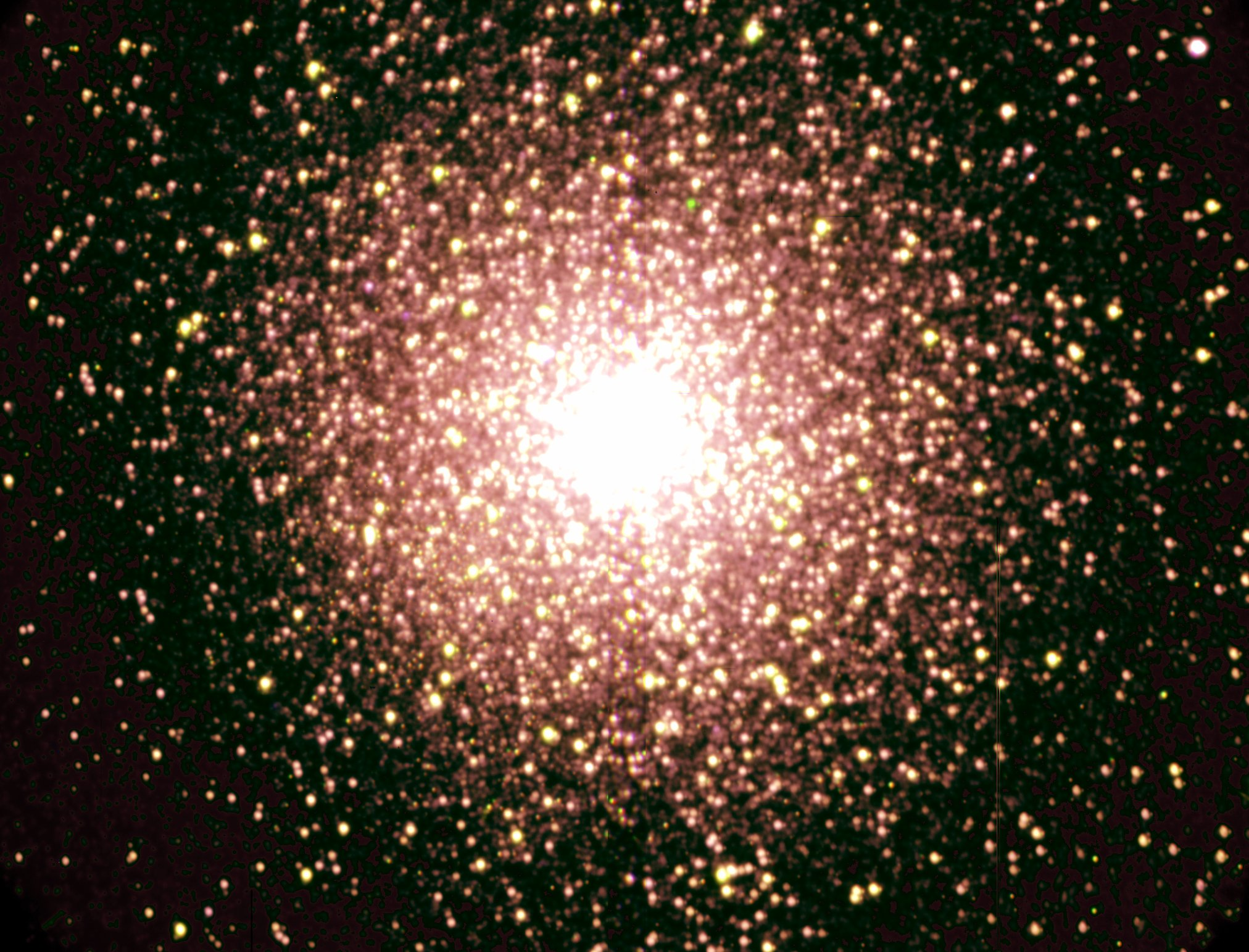
47 Tuc par le Grand télescope d'Afrique australe.

47 Tuc est un amas globulaire compact, d'environ 140 années-lumière de diamètre. Situé à environ 15 000 années lumière de la Terre, son diamètre apparent atteint un demi-degré, soit le diamètre apparent de la Lune. Sa nature n'a cependant pas été attestée avant 1751, car les observations antérieures par des astronomes étaient effectuées depuis des régions trop septentrionales pour que sa nature diffuse et étendue n'ait été suffisamment visible.
47 Tuc est un amas extrêmement riche. Il a donc été l'objet de nombreuses études de recensement de populations stellaires. Il est ainsi l'amas globulaire possédant le plus grand nombre de pulsars connus (plus d'une vingtaine), dont une majorité de pulsars millisecondes, comme attendu pour un amas âgé, dont les étoiles jeune sont mortes depuis longtemps. On y trouve également un nombre élevé de « traînardes bleues », dont l'abondance atteste que ces objets se forment à la suite d'interaction rapprochée, voire de collision avec d'autres étoiles.
Selon une étude publiée en 2011 par J. Boyles et ses collègues, la métallicité de l'amas 47 Tuc est égale à -0,72 et sa masse est égale à 1 500 000{\displaystyle M_{\odot }}. Dans cette même étude, la distance de l'amas est estimée à environ 4,5 kpc (∼14 700 al). 
Selon une autre étude publiée en 2010, la métallicité de 47 TUC est estimée à -0,78 [Fe/H] et son âge à 13,06 milliards d'années.
En 2017 Bulent Kiziltan, directeur de recherche au centre d’astrophysique Harvard & Smithsonianun affirme avoir détecté un trou noir intermédiaire de 1400 à 3700 masses solaires au sein de 47 Tucanae,.